# Vokovický hřbitov
Vokovický hřbitov (též hřbitov Vokovice-Liboc) se nachází v Praze 6 v městské čtvrti Liboc a Vokovice v ulici Evropská 224. Hřbitovem prochází hranice těchto dvou katastrálních území. Má rozlohu 2,27 hektaru. Hřbitov spravuje příspěvková organizace Hřbitovy a pohřební služby hl. m. Prahy, Hřbitovní správa Malvazinky a Bubeneč.

## Historie

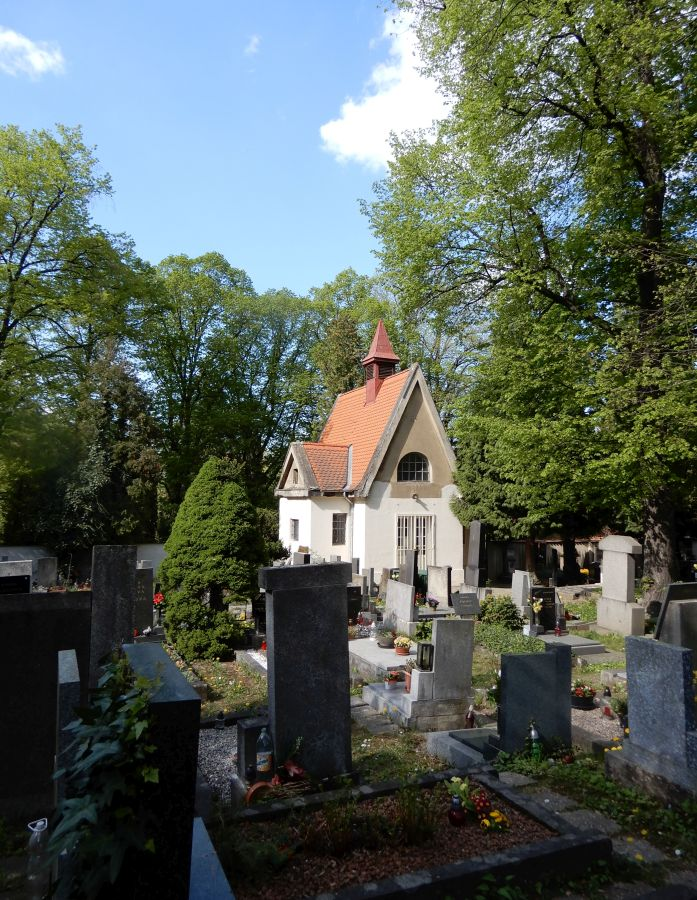
Hřbitovní kaple

Založen byl v roce 1902 pro obce Vokovice a Veleslavín a nedlouho po jeho založení sem byly přestěhovány hroby a náhrobky z rušeného Libockého hřbitova. Hřbitov má tvar nepravidelného mnohoúhelníku, jeho nejdelší úhlopříčka je asi 280 metrů dlouhá. Vokovická část hřbitova má deset oddělení a je východně od vchodu, veleslavínská má tři oddělení podél severní zdi a je zde kaple. Proti vchodu se nachází rozptylový háj, kolem kterého jsou rozmístěny urnové hroby. Při severní zdi je památník obětem květnového povstání roku 1945.. Ve východní části je hrob libockých rychtářů – rodiny Holečkovy, tento rod je v Liboci od roku 1520.
Kancelář hřbitova se nalézá v jihozápadním rohu.

## Hroby
- Václav Čtvrtek – spisovatel
- Václav Fiala (1896–1980) – malíř a ilustrátor
- doc. PhDr. Vladimír Fiala (1922–1997) – historik umění a pedagog FFUK
- Vlastimil Hálek (1868–1919) – kněz v Liboci a spisovatel
- František Maria Hník (1905–1962) teolog a biskup Československé církve husitské
- Rudolf Janů (1879–1934) – brigádní generál, ruský legionář[4]
- Rodina Holečků – mimo jiné provozovatelů zahradní restaurace „U Holečků“ v Horní Liboci
- Bohumír Kozák – architekt
- Rodina Marčanů – mimo jiné provozovatelů restaurace „U Marčanů“ v Praze 6 – Veleslavíně
- Karel Vítězslav Mašek (1865–1927) – malíř a grafik
- Ing. Dr. Jaroslav Mašek (1. 7. 1893 – 1. 5. 1956) – architekt, profesor ČVUT v Praze
- Dr. Matija Murko – univerzitní profesor slovanské filologie
- Jaroslav Pokorný (1903–1969) – malíř
- Společný hrob 35 sovětských vojáků Rudé armády a 20 českých obětí z Pražského povstání 5.–9. května 1945 [5]; několik dalších českých obětí zde má vlastní hrob
- Josef Zajíc (1888–1946) – kameník žulových funkcionalistických náhrobků na hřbitovech ve Střešovicích a ve Vokovicích

## Sochaři a kameníci náhrobků
- Alois Holvek – absolvent sochařského oddělení Střední průmyslové školy sochařské a kamenické v Hořicích z roku 1901[6]
- Josef Plíhal, Praha VII.
- Josef Zajíc

## Zajímavosti

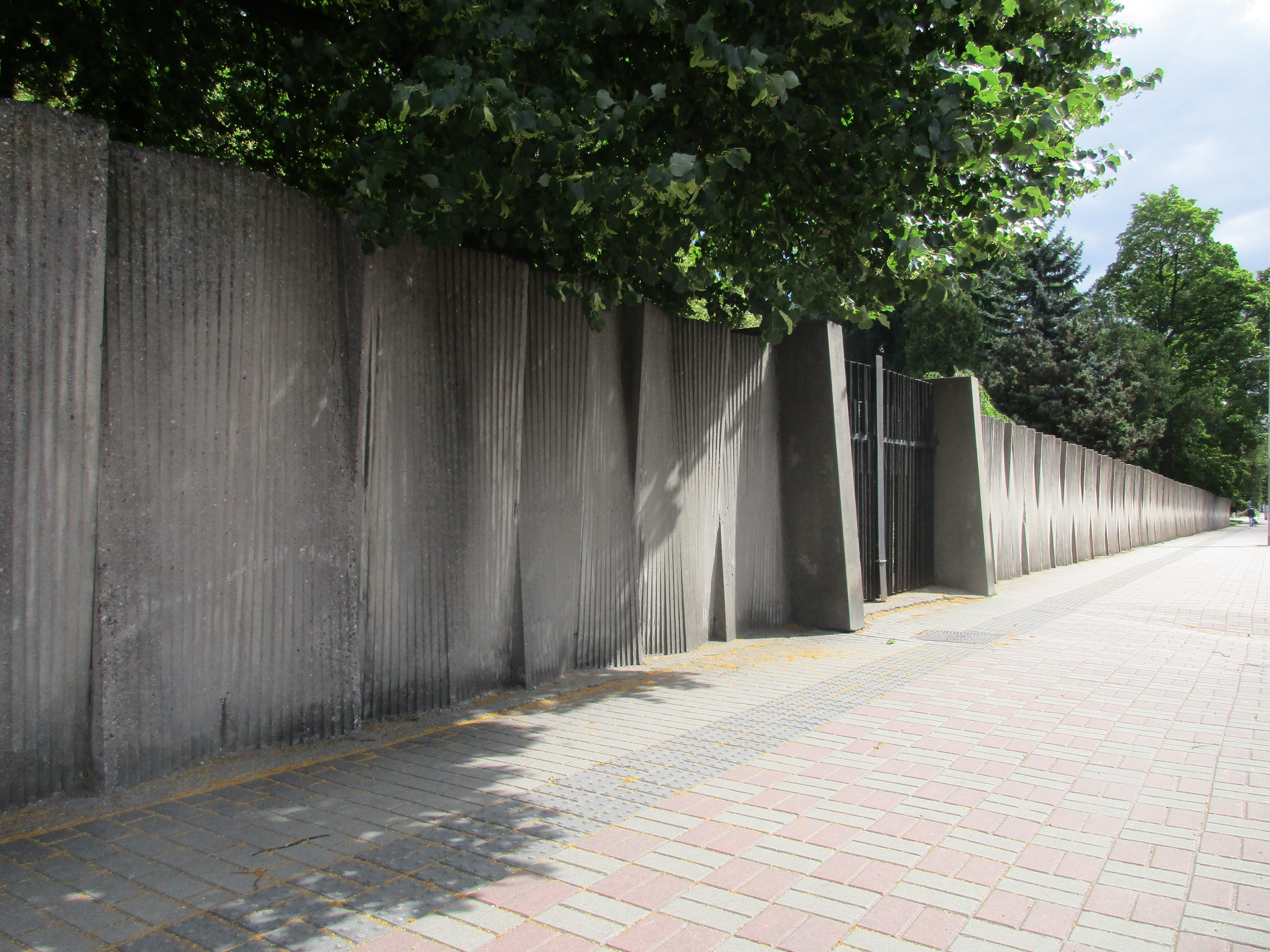

V kubizujícím oplocení z pohledového betonu od architekta Stanislava Hubičky jsou umístěna kovová vjezdová vrata od Josefa Symona. Tato brána je součástí výtvarného řešení rekonstruované bývalé Leninovy třídy (Evropská)  z let 1964–1972 v úseku mezi ulicemi Kladenská – Velvarská.
Součástí této rekonstrukce byl vznik několika uměleckých děl, například „Setkání u studny“ od Bedřicha Stefana, „Dutá torza“ od Aleše Grima, „Adam a Eva“ od Zdeňka Šimka, „Dvojice“ od Zdeňka Palcra, „Tři postavy“ od Miloslava Chlupáče, „Kamenný květ“ od Zdeny Fibichové nebo „Vzlet“ autorů Valeriána Karouška a Jiřího Nováka.

## Galerie

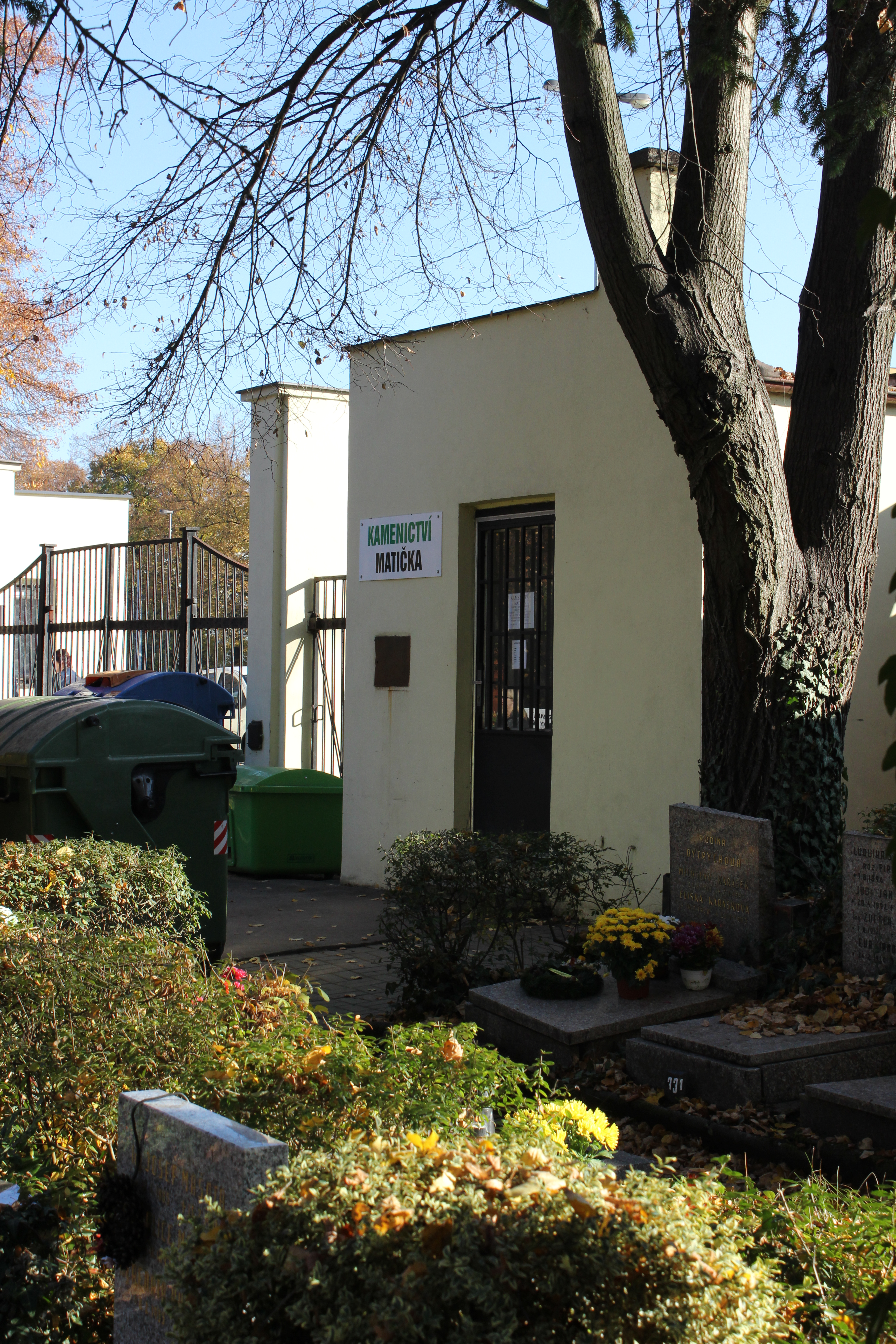
Kamenictví
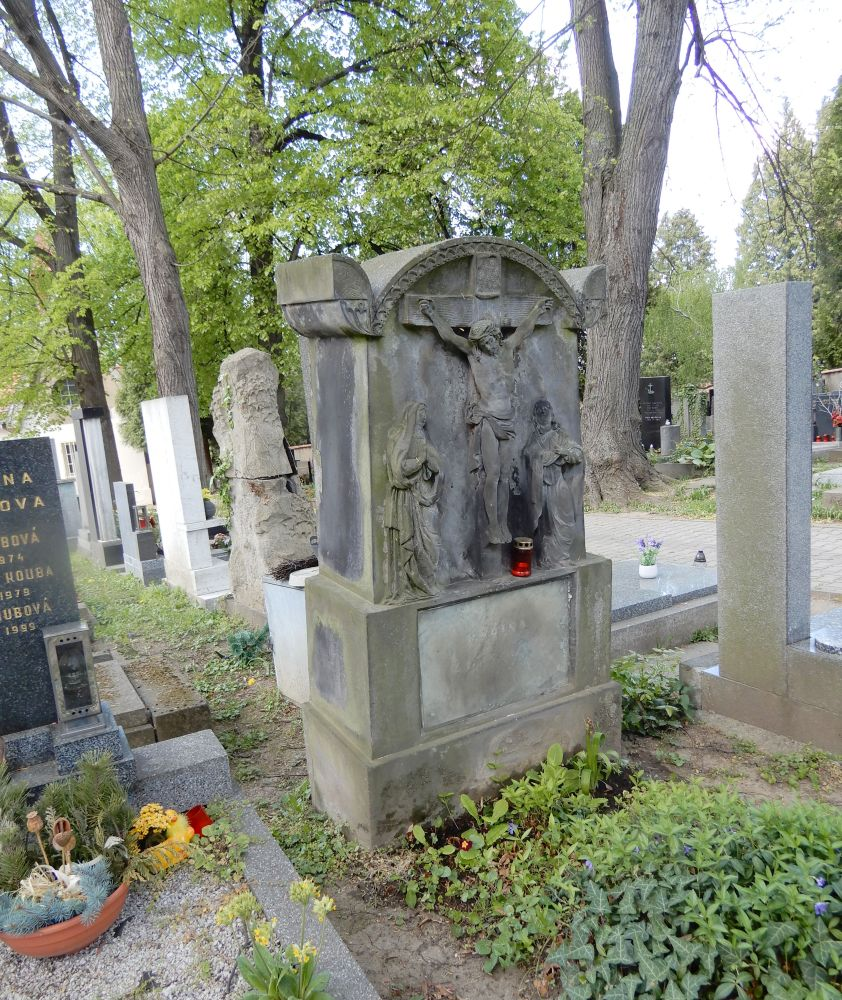
Náhrobek s Kalvárií
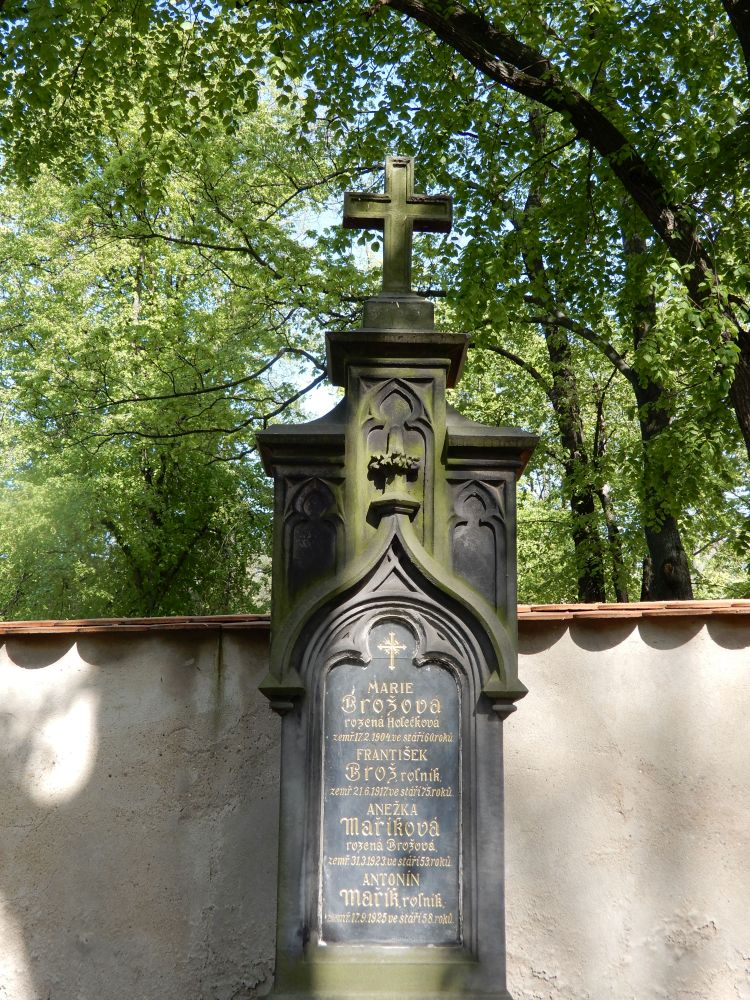
Novogotický náhrobek
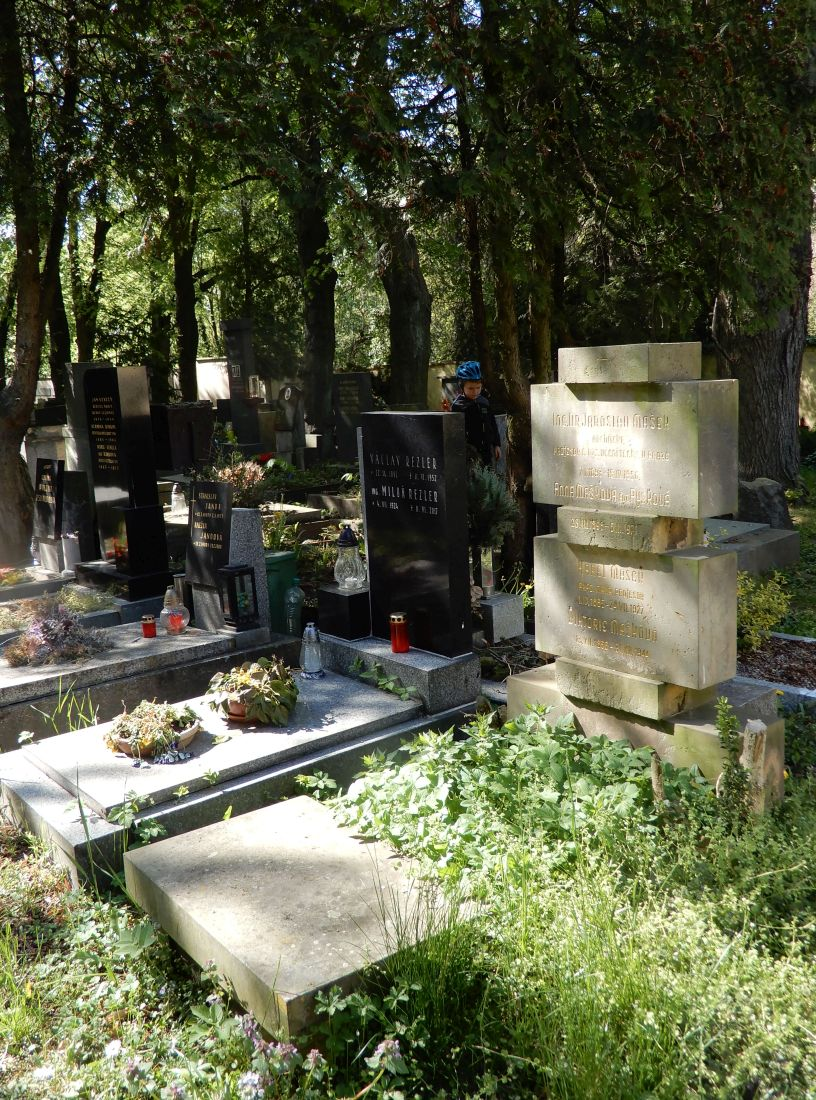
Hrob Karla Vítězslava Maška
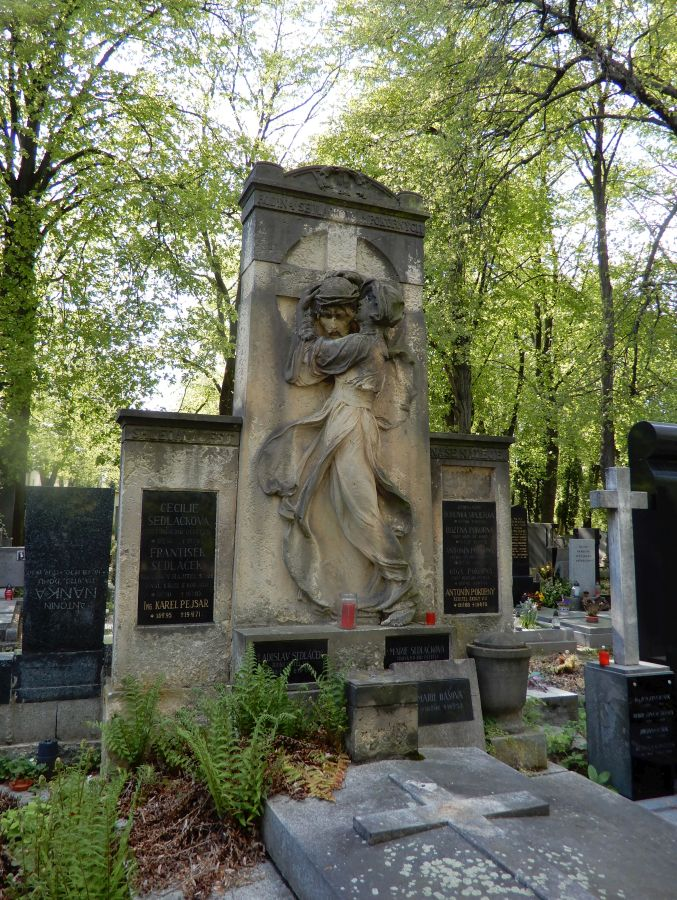
Secesní náhrobek
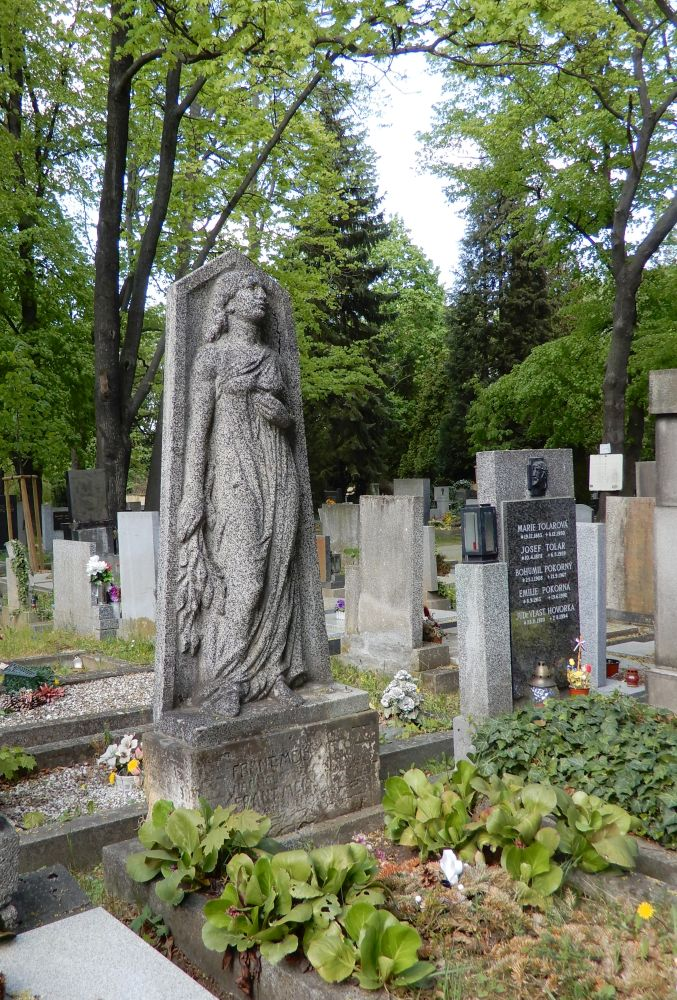
Socha truchlící ženy
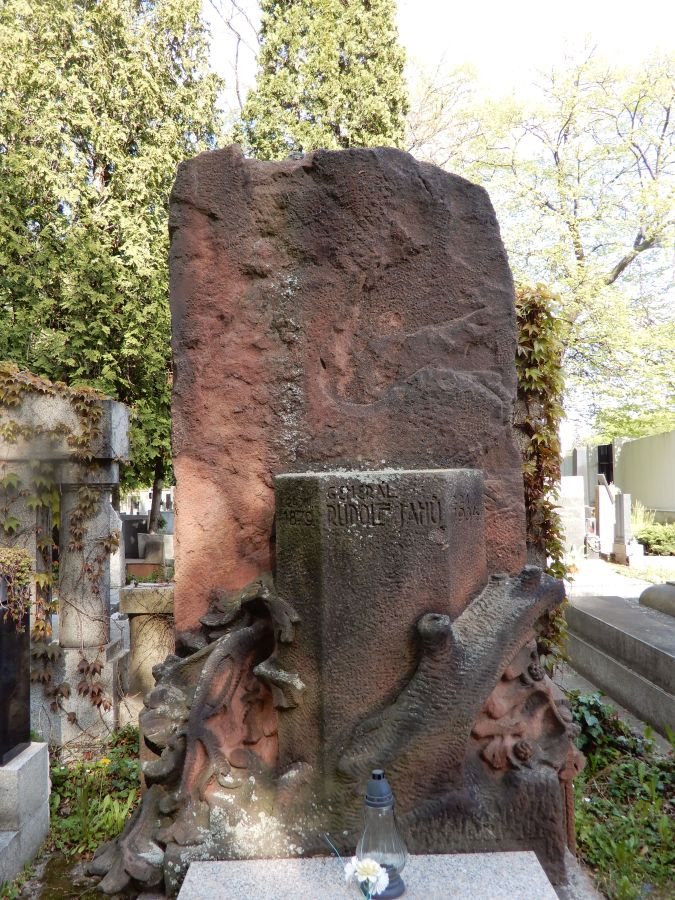
Hrob Rudolfa Janů
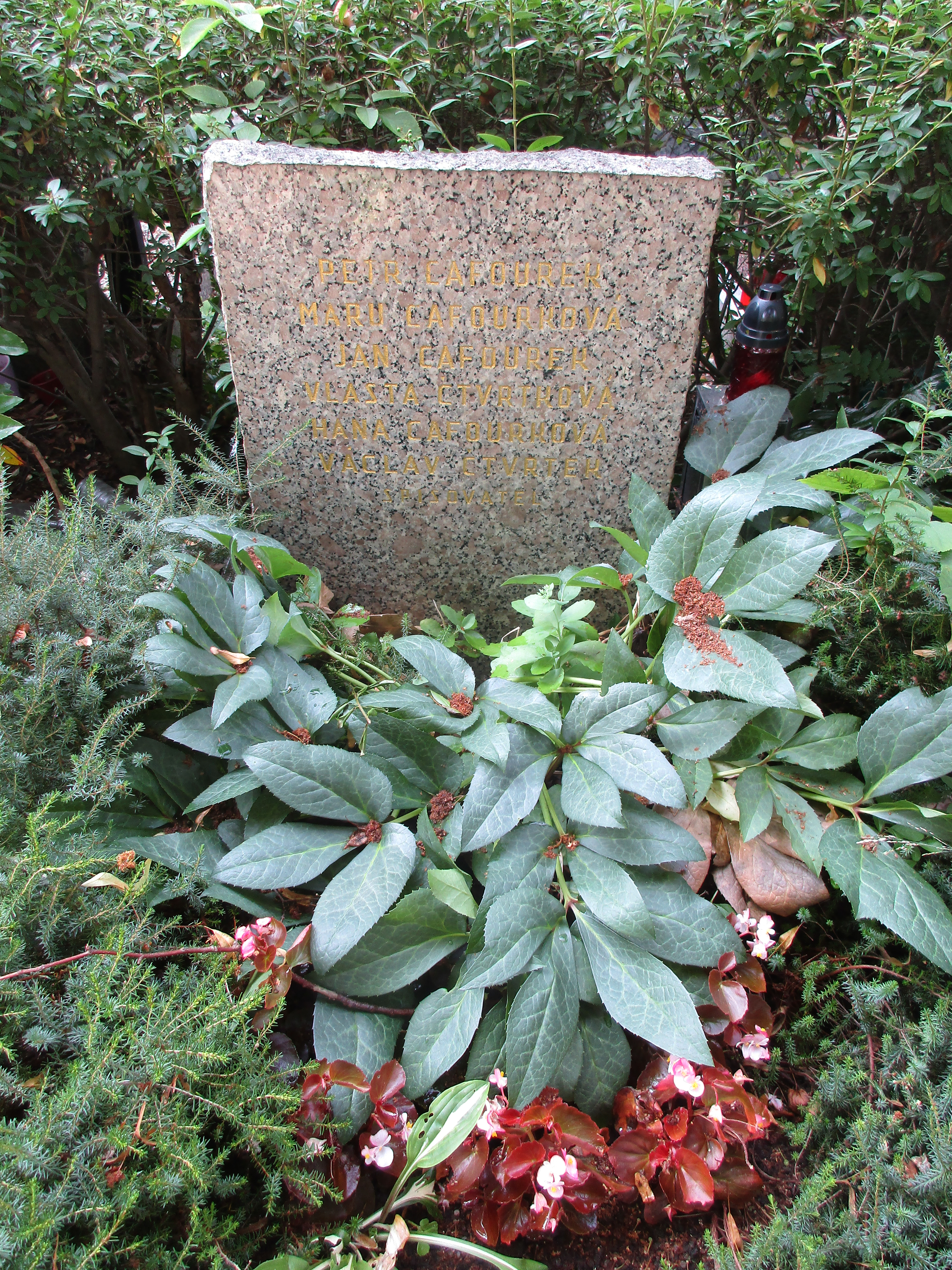
Hrob Václava Čtvrtka
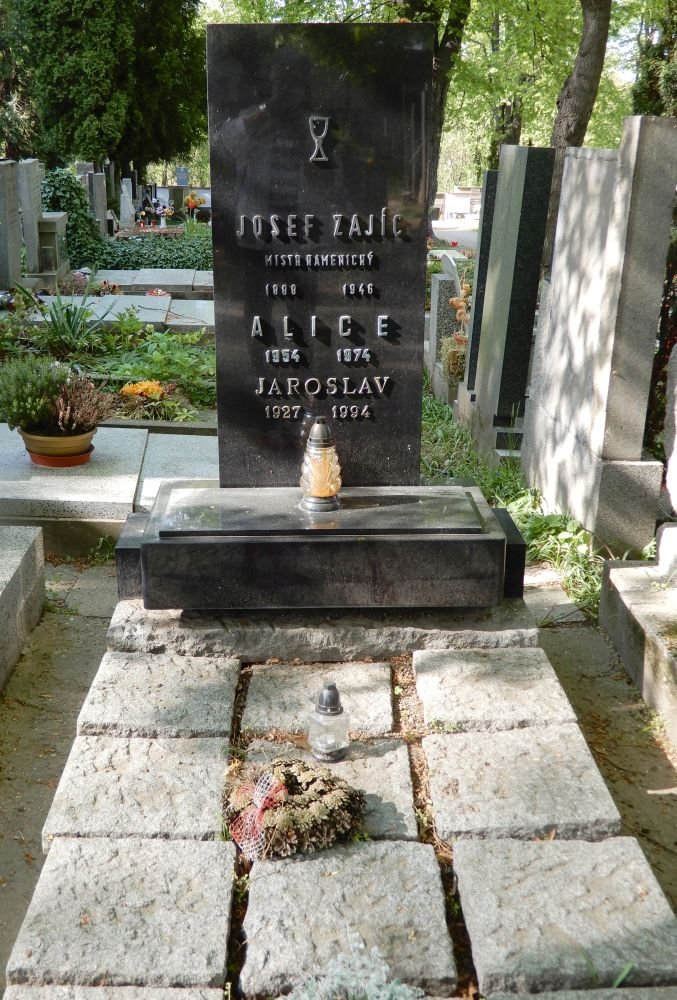
Hrob Josefa Zajíce
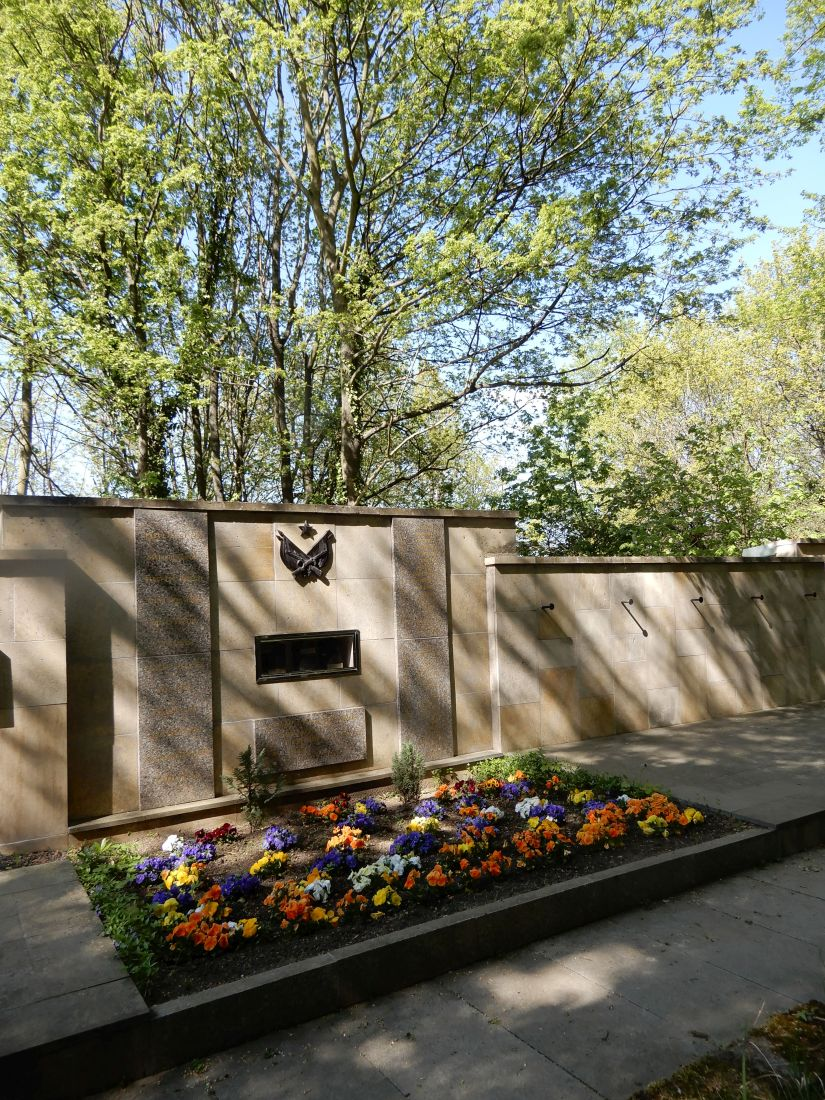
Pohřebiště českých a sovětských obětí z 5.–9. května 1945